# 탁발사막한
탁발사막한(拓跋沙漠汗, ? ~ 277년)은 중국 서진(西晉) 초 삭두부(索頭部) 선비족의 왕자로, 탁발역미의 아들이었다.
형제로는 탁발실록(拓跋悉鹿)·탁발작(拓跋綽)·탁발녹관(拓跋祿官) 등이 있었다.
261년 탁발역미(拓跋力微)가 조조의 위나라에 조공을 바치러 와 낙양에 머물렀다. 이것이 훗날 위나라를 국호로 정하게 되는 한가지 이유가 되었다. 서진은 이들 세력을 이용해 북방을 안정시키기 위해 병주 북쪽의 땅을 주어 살게 했다.
276년 정북장군(征北將軍) 겸 유주자사 위관은 선비족의 왕자 탁발사막한이 진나라에 왔다가 돌아가려 할 때 조정에 그를 붙들어 놓게 하고 선비족의 유력 인사들에게 금품을 주어 이간시켰다. 탁발사막한은 다음해가 되어서야 돌아갈 수 있었는데, 그때는 이미 내분이 일어난 상태였으며 선비족의 대인(大人)들에게 모함을 받아 죽었다. 이후에도 계속 정쟁으로 정세가 어지러웠기 때문에 한동안 선비족은 쇠퇴했다.
| 전임 탁발역미 | 제2대 선비족 ? ~ 277년 | 후임 탁발실록(拓跋悉鹿) 탁발작(拓跋綽) 탁발녹관(拓跋祿官) |